# 女流立葵杯
女流立葵杯（じょりゅうたちあおいはい）は、囲碁の女流棋士による棋戦。協賛の一般財団法人温知会の運営する会津中央病院を冠する「会津中央病院・女流立葵杯」が正式名称となる。 第1回から第3回までは「会津中央病院杯・女流囲碁トーナメント戦」であったが、第4回から「女流立葵杯」になった。挑戦手合の勝者は女流立葵杯のタイトル称号を得る。また5連覇により名誉女流立葵杯の資格を得る。

## 概要
女流立葵杯
女流囲碁トーナメント戦から棋戦名が変更されたが、回数は引き継ぐ。棋戦名は会津若松市の市花から採られた。前身の「女流囲碁トーナメント戦」は2日制の決勝一番勝負で行われていたが、女流立葵杯としては初回となる第4回は1日制の決勝三番勝負となり、第5期から挑戦手合三番勝負となった。本戦は8名によるトーナメントで行われ、予選・本戦は持ち時間2時間、決勝は持ち時間各3時間。本戦残留・シード規定は女流タイトル者のみ。本戦準決勝以降および挑戦手合は同市内の今昔亭で行われる。
将棋と異なり囲碁の棋戦では特別な服装規定は無いが、立葵杯では挑戦者決定戦準決勝の前日に行われる前夜祭では和服姿で出席するのが通例となっている。
女流囲碁トーナメント戦
青葉かおりが創設するためにプロデューサーとして奔走した。2014年に創設され、本戦は8名によるトーナメントで行われ、予選・本戦の持ち時間は1時間(第5期以降2時間)、決勝の持ち時間は第2回までは5時間、第3回のみ6時間の2日制で行われた。女流棋戦としては賞金総額が最大であり、封じ手のある2日制の棋戦もこれが唯一であった。

## 歴代優勝者
- △は先番
- 第1回から第3回までは2日制決勝一番勝負
- 第4回は1日制決勝三番勝負
- 第5期以降は挑戦手合三番勝負
- タイトル・段位は当時のもの

| 回    | 開催年 | 優勝     | 勝敗 | 準優勝                | 本戦出場棋士            | 本戦出場棋士    | 本戦出場棋士  | 本戦出場棋士  | 本戦出場棋士  | 本戦出場棋士    |
| ----- | ------ | -------- | ---- | --------------------- | ----------------------- | --------------- | ------------- | ------------- | ------------- | --------------- |
| 第1回 | 2014年 | 藤沢里菜 | 1-0  | 奥田あや 三段△        | 謝依旻 女流名人         | 小山栄美 六段   | 加藤啓子 六段 | 万波奈穂 三段 | 石井茜 二段   | 王景怡 二段     |
| 第2回 | 2015年 | 王景怡   | 1-0  | 謝依旻 女流名人△      | 藤沢里菜 会津中央病院杯 | 桑原陽子 六段   | 加藤啓子 六段 | 鈴木歩 六段   | 石井茜 二段   | 金子真季 初段   |
| 第3回 | 2016年 | 謝依旻   | 1-0  | 青木喜久代 八段△      | 王景怡 会津中央病院杯   | 鈴木歩 七段     | 加藤朋子 六段 | 藤沢里菜 三段 | 金子真季 初段 | 稲葉かりん 初段 |
| 第4回 | 2017年 | 藤沢里菜 | ○●○  | 謝依旻 会津中央病院杯 | 向井千瑛 五段           | 巻幡多栄子 四段 | 万波奈穂 三段 | 奥田あや 三段 | 王景怡 二段   | 西山静佳 初段   |

| 期     | 開催年 | 女流立葵杯 | 勝敗 | 相手                | 本戦出場棋士      | 本戦出場棋士        | 本戦出場棋士      | 本戦出場棋士  | 本戦出場棋士  | 本戦出場棋士          | 本戦出場棋士    |
| ------ | ------ | ---------- | ---- | ------------------- | ----------------- | ------------------- | ----------------- | ------------- | ------------- | --------------------- | --------------- |
| 第5期  | 2018年 | 藤沢里菜   | ●○○  | 謝依旻 女流本因坊   | 青木喜久代 八段   | 吉田美香 八段       | 加藤啓子 六段     | 向井千瑛 五段 | 田村千明 三段 | 石井茜 三段           | 星合志保 二段   |
| 第6期  | 2019年 | 藤沢里菜   | ○○   | 上野愛咲美 女流棋聖 | 万波奈穂 扇興杯   | 吉田美香 八段       | 鈴木歩 七段       | 謝依旻 六段   | 加藤啓子 六段 | 星合志保 二段         | 岩田紗絵加 初段 |
| 第7期  | 2020年 | 藤沢里菜   | ○○   | 鈴木歩 女流棋聖     | 加藤千笑 初段     | 王景怡 三段         | 謝依旻 六段       | 牛栄子 二段   | 奥田あや 四段 | 上野愛咲美 女流本因坊 | 岩田紗絵加 初段 |
| 第8期  | 2021年 | 藤沢里菜   | ○○   | 上野愛咲美 女流棋聖 | 仲邑菫 二段       | 小西和子 八段       | 鈴木歩 七段       | 牛栄子 三段   | 加藤千笑 二段 | 下坂美織 三段         | 奥田あや 四段   |
| 第9期  | 2022年 | 上野愛咲美 | ○●○  | 藤沢里菜 女流立葵杯 | 奥田あや 四段     | 鈴木歩 七段         | 木部夏生 二段     | 加藤千笑 二段 | 牛栄子 四段   | 辰己茜 三段           | 高雄茉莉 初段   |
| 第10期 | 2023年 | 上野愛咲美 | ●○○  | 藤沢里菜 女流本因坊 | 向井千瑛 六段     | 仲邑菫 女流棋聖     | 上野梨紗 二段     | 牛栄子 扇興杯 | 小西和子 八段 | 鈴木歩 七段           | 高雄茉莉 二段   |
| 第11期 | 2024年 | 上野愛咲美 | ○○   | 向井千瑛六段        | 牛栄子 扇興杯     | 藤沢里菜 女流本因坊 | 上野梨紗 女流棋聖 | 王景怡 四段   | 星合志保 三段 | 田口美星 二段         |                 |
| 第12期 | 2025年 | 上野愛咲美 | ○●○  | 藤沢里菜 女流本因坊 | 上野梨紗 女流棋聖 | 謝依旻 七段         | 高雄茉莉 二段     | 鈴木歩 七段   | 小林泉美 七段 | 向井千瑛 六段         | 大森らん 二段   |

## 記録
- 藤沢里菜が女流棋士史上最年少で当タイトルを獲得（15歳9か月）[6]した。また、藤沢は第4回-第8期にかけて5連覇を果たし、名誉女流立葵杯の名誉称号の資格を得た（名乗りは60歳に達するか引退時）[7]。